# Phyllophaga aeneotincta
Phyllophaga aeneotincta är en skalbaggsart som beskrevs av Chapin 1932. Phyllophaga aeneotincta ingår i släktet Phyllophaga och familjen Melolonthidae. Inga underarter finns listade i Catalogue of Life.